# Ригељ при Ортнеку
Ригељ при Ортнеку (словен. Rigelj pri Ortneku) је насељено место у општини Рибница, регија Југоисточна Словенија, Словенија.

## Историја
До територијалне реорганизације у Словенији био је у саставу старе општине Рибница.

## Становништво
У попису становништва из 2011. године, Ригељ при Ортнеку је имао 7 становника.
| Број становника према пописима | Број становника према пописима | Број становника према пописима |
| ------------------------------ | ------------------------------ | ------------------------------ |
| 1991                           | 2002                           | 2011                           |
| 8                              | 10                             | 7                              |

Напомена: До 1953. исказивано под именом Ригељ.